# Акимов, Аллахверди
Аллахверди Акимов (таб. Аллагьверди Акимов; 1887, Чере, Дагестанская область — 1927) — дагестанский абрек конца XIX — нач. ХХ в., командующий повстанческими силами Дербентского направления
Возглавил боевую дружину народных мстителей, в которой насчитывалось 120 защитников обездоленных от произвола и коррупции властей и их подручных. В народе ходили легенды о его смелых рейдах против местных властей и богачей, о защите интересов обездоленных, большой щедрости к нуждающимся.
Активная деятельность народного мстителя привела к тому, что он стал признанным руководителем борьбы народа с ненавистным режимом.

## Биография
Родился в 1887 г., в ауле Чере, Дагестанская область, Российская Империя.
Первый конфликт с властью у табасаранского абрека произошёл в 1917 году, когда А. Акимов совместно со своим племянником Бегляром Акимовым напали и избили начальника Южно-Табасаранского участка Кюринского округа Каркулова за его бесчинства по отношению к трудовому населению. Каркулов пожаловался начальнику округа и просил выслать в помощь вооружённый отряд, чтобы арестовать Акимовых.
Во время Деникинской оккупации Южного Дагестана А. Акимов возглавил борьбу трудовых масс против интервентов.
24 августа 1919 г. восставшие крестьяне Кюринского округа, возглавляемые Аллахверди Акимовым, Бегляром Акимовым, Тарикули Юзбековым и вооружённые ружьями, кинжалами, палками напали на деникинский гарнизон в Касумкенте. В ходе боев, продолжавшихся в течение шести дней, повстанцы одержали победу. Убив 105 и пленив 60 казаков, захватив также большой арсенал оружия, состоящий из 12 пулеметов, 1800 винтовок. Далее они стали осаждать Дербент. Начальником штаба партизан был назначен Бегляр Акимов. Бои продолжались с сентября 1919 г. по март 1920 г. и закончились победой осаждавших.
В последних числах марта 1920 г., после освобождения Дербента, в Касумкенте создали Временный революционный комитет во главе с Аллахверди Акимовым.
Аллахверди Акимов на основании ложных обвинений был арестован и расстрелян в 1927 г.
После расстрела Аллахверди признали невиновным.
У Аллахверди остался сын Нажмудин, который после его смерти был выслан из страны вместе с матерью. Всю свою жизнь Нажмудин прожил в Киргизии, городе Бишкек.